# Varga Máté
Varga Máté (Kaposvár, 1985. január 26. –) régész, numizmata, helytörténész.

## Életpályája
1985-ben Kaposváron született, de kiskora óta Somogysárdon él. Édesanyja Fista Zsuzsanna, édesapja Varga József. Három testvére van: Zsuzsanna, Fruzsina Szindy és Zsolt. Egy gyermek édesapja.
Általános iskolai tanulmányait Somogysárdon a Noszlopy Gáspár Általános Iskolában végezte 1991–1999 között, majd gimnáziumi tanulmányokat folytatott a kaposvári Táncsics Mihály Gimnáziumban 1999–2003 között, ott is érettségizett. Egyetemi tanulmányait a Pécsi Tudományegyetem Bölcsészettudományi Karán kezdte meg 2004-ben történelem és régészet szakon. 2010-ben államvizsgázott régészet szakon népvándorlás és középkor fő szakirányon, diplomamunkájának címe: „Késő középkori ötvösműhely Visegrádon, Fő u. 73. lelőhelyen”, a történelem szakot nem fejezte be. 2019 óta a Szegedi Tudományegyetem Történelemtudományi Doktori Iskola hallgatója régészet szakirányon. Angol, német és olasz nyelven beszél.
2010–2014 között a kaposvári Rippl-Rónai Múzeumban (jogelődje: Somogy Megyei Múzeumok Igazgatósága) dolgozott, 2014–2016 között több munkahelye is volt: Nemzeti Művelődési Intézet, kecskeméti Katona József Múzeum. 2016 óta újra a kaposvári Rippl-Rónai Múzeum alkalmazottja és a Szentjakabi Bencés Apátság Kiállítóhely és Romkert kiállítóhelyi koordinátora.
Tagja a Magyar Numizmatikai Társulatnak, a Castrum Bene Egyesületnek, a MTA VEAB Iparrégészeti és Archeometriai Munkabizottságnak, és 2016–2022 között elnöke a Pro Cultura Somogyiensi Egyesületnek.
2011 óta önkéntes és fejlesztő tanár a Csányi Alapítvány kaposvári csoportjánál.
2019 óta Somogysárd Község Képviselőtestületének tagja.

## Munkássága
Kutatási területei tartozik Somogy megye 10-11. századi temetkezései, leletei; középkori numizmatika, Somogy megyei éremleletek; Somogy megye középkori településeinek kutatása.
2014 óta kutatja lakóhelyének, Somogysárdnak a történetét.
Tudományos és ismeretterjesztő publikációinak a száma meghaladja a százat. 40 konferencián tartott már előadást, és 30 alkalommal tartott ismeretterjesztő előadásokat különböző helyeken.

## Publikációi

### Önálló kötetek
- Varga Máté: Középkori és kora újkori aranypénzek. A kaposvári Rippl-Rónai Múzeum Éremgyűjteménye 1. Rippl-Rónai Múzeum, Kaposvár, 2015. 62 p.
- Varga Máté – Költő László: A csökölyi tallérlelet. A kaposvári Rippl-Rónai Múzeum Éremgyűjteménye 2. Rippl-Rónai Múzeum, Kaposvár, 2018. 80 p.
- Varga Máté: Fényes ezüstök és aranyak Somogyországból. A kaposvári Rippl-Rónai Múzeum Éremgyűjteménye 3. Rippl-Rónai Múzeum, Kaposvár, 2020. 39 p.
- K. Németh András – Varga Máté: „Pendűlnek nagy sok aranyforintok.” A simontornyai 16. századi éremlelet. A Wosinsky Mór Múzeum kiállításai 7. Wosinsky Mór Megyei Múzeum, Szekszárd, 2021. 32 p.

### Kötetszerkesztés
- Fiatal Középkoros Régészek IV. Konferenciájának Tanulmánykötete. A Kaposvári Rippl-Rónai Múzeum Közleményei 2. Szerk.: Varga Máté. Rippl-Rónai Múzeum, Kaposvár, 2013. 282 p.
- Két világ határán. Természet- és társadalomtudományi tanulmányok a 70 éves Költő László tiszteletére. A Kaposvári Rippl-Rónai Múzeum Közleményei 6. Szerk.: Varga Máté – Szentpéteri József. Rippl-Rónai Múzeum, Kaposvár, 2018. 389 p.
- Numophylacium Novum III. A III. Fiatal Numizmaták Konferenciája (2021) tanulmányai. Study Volume of the 3rd Young Numismatists’ Conference (2021). Szerk./eds.: Gyöngyössy Márton – Varga Máté. ELTE Eötvös Kiadó, Budapest, 2022. 118 p.

### Fontosabb publikációk
- Varga Máté: Középkori és kora újkori éremleletek Somogy megyében (Mittelalterliche und frühneuzeitliche Münzfunde im Komitat Somogy). In.: Fiatal Középkoros Régészek IV. Konferenciájának Tanulmánykötete. Szerk.: Varga Máté, Kaposvár, 2013. 239–250.
- Varga, Máté: Medieval firearm mouldings from Visegrád (Hungary). Zeitschrift Fasciculi Archaeologiae Historicae XXVI. – From Studies on Ancient Arms and Armour Production Technology (2013) 75–82.
- Varga Máté: Középkori napóra kaposszentjakabi bencés apátságból (Medieval Sundial from the Benedictine Monastery of Kaposszentjakab). In: A múltnak kútja. Fiatal Középkoros Régészek V. Konferenciájának Tanulmánykötete (The Fountain of the Past. Study Volume of the Fifth Annual Conference of Young Medieval Archaeologists). Szerk.: Rácz Tibor Ákos, Szentendre, 2014. 89–98.
- Hegyi Borbála – Varga Máté: Somogy megye 10-11. századi temetőinek és sírleleteinek kutatástörténete a kezdetektől napjainkig. Magyar Régészet Online 2015 tél
- Varga, Máté – Nagy, Zsolt Dezső: Coin counterfeiter workshops in Hungary during Medieval and Early Modern Ages. In: Pecunia Omnes Vincit. The coins as an evidence of propaganda, reorganization and forgery. Ed.: Zajac, Barbara et al., Kraków, 2017. 123–143.
- Költő László – Varga Máté: Kaposvár környéke az avar korban és a kora Árpád-korban. Hadtudományi Szemle XII. évf. különszám (2019) 177–200.
- Varga Máté – K. Németh András: 16-17. századi falusi pénzhamisítás régészeti nyomai Tolna megyében. Magyar Régészet Online 10/1. (2021) 62–69.
- Sáró Csilla – Varga Máté: Sasalakú fibula Szőlősgyörökről. Magyar Régészet Online 11/3. (2022) 51–63.

## Külső hivatkozások
- Cigarettás és szivarosdoboz gyűjtemény: https://www.sonline.hu/helyi-kozelet/2022/07/akar-kukazott-is-a-regesz-egy-cigarettasdobozert

- A csökölyi tallérleletről: https://ujkor.hu/content/milyen-kincset-rejtett-csokolyi-szolo-ujabb-kaposvari-eremkatalogus

- A Svastits-sírkápolna kutatásáról: https://alfahir.hu/2019/06/01/szentgalosker_svastits_sirkapolna_elherdalt_muemlekeinkert_egyesulet_nemeth_gyorgyi

- Kisszékely középkori temploma: http://www.kincsestolnamegye.hu/kisszekely-kozepkori-temploma_1 Archiválva 2022. október 6-i dátummal a Wayback Machine-ben

- Középkori és kora újkori aranypénzek: https://ujkor.hu/content/varga-mate-kozepkori-es-kora-ujkori-aranypenzek-a-kaposvari-rippl-ronai-muzeum-eremgyujtemenye-i, https://kaposvarmost.hu/videok/kaposvar-most/2015/11/25/kozepkori-es-kora-ujkori-aranypenzek-a-muzeum-gyujtemenyeben.html

- III. Harald norvég király érméje: https://hvg.hu/elet/20220613_Harald_viking_penz_Tolna_ezust_regeszet

- Volusianus császár aranypénze: https://www.livescience.com/rare-roman-gold-coin-hungary

- Török kori kutak Kecskeméten: https://mult-kor.hu/torok-korbol-szarmazo-kuriozumra-bukkantak-kecskemet-belvarosaban-20150714?fbrkMR=desktop

- Kora újkori pénzhamisítás: https://www.teol.hu/helyi-kozelet/2021/08/ugyes-es-ugyetlen-hamisitok-ugykodtek-egykor-a-megyeben

- A simontornyai éremlelet: https://mandiner.hu/cikk/20210206_simontornya_erem_kincs

- A somogysárdi Betyár csárda: https://www.sonline.hu/kozelet/helyi-kozelet/betyaros-munka-utan-megujult-a-betyar-csarda-1661828/ Archiválva 2019. július 2-i dátummal a Wayback Machine-ben

- Numizmatika a kaposvári Rippl-Rónai Múzeumban: https://magyarmuzeumok.hu/cikk/muzeumtrip-27-dukatok-tallerok-denarok-numizmatika-a-kaposvari-rippl-ronai-muzeumban